# PDF.js
 (novembre 2023).
Chronologie des versions
edit
PDF.js est une bibliothèque JavaScript qui rend les fichiers PDF (Portable Document Format) en utilisant le HTML5 Canvas conforme aux normes du Web. Le projet est dirigé par la Mozilla Corporation après qu'Andreas Gal l'ait lancé (initialement à titre expérimental) en 2011.

## Histoire et application
PDF.js a été créé à l'origine comme une extension pour Firefox et est inclus dans Firefox depuis 2012. (version 15),, et activé par défaut depuis 2013 (version 19),.
Le projet a été conçu dans le but de proposer une méthode native pour visualiser les documents PDF dans le navigateur Web, ce qui contribue à éviter les éventuels risques de sécurité liés à l'ouverture de documents PDF en dehors du navigateur. En effet, le code d'affichage du document est isolé dans un bac à sable au sein du navigateur. Son implémentation repose sur l'utilisation de l'élément Canvas de HTML5, offrant ainsi des vitesses de rendu élevées.
PDF.js est utilisé dans Thunderbird, ownCloud, Nextcloud, et comme extensions de navigateur pour Google Chrome / Chromium, Firefox pour Android, Pale Moon, et SeaMonkey,.
Il peut être intégré ou incorporé dans une application Web ou native pour faciliter le rendu et la visualisation de fichiers PDF, autorisant ainsi des utilisations avancées comme le rendu côté serveur.
De nombreuses applications Web, y compris Dropbox, Slack et LinkedIn Learning, intègrent PDF.js afin de permettre la prévisualisation des documents au format PDF.

## Comportement
Conformément à une évaluation de performance effectuée par Mozilla, PDF.js s'avère efficace pour la visualisation des fichiers PDF les plus courants, bien qu'il puisse rencontrer des difficultés avec les documents volumineux ou riches en graphiques.
PDF.js prend en charge la plupart des spécifications PDF, y compris la gestion des formulaires ou XFA (XML Forms Architecture), mais certaines fonctionnalités n'ont pas encore été implémentées. Cela peut influencer le comportement de rendu en fonction des fonctionnalités spécifiques utilisées dans le document.
Plusieurs fonctionnalités PDF/X ou PDF facultatives qui ne sont pas prises en charge dans PDF.js incluent :
- Profils de couleurs ICC[22]
- Tons directs
- Simulation de surimpression[23]
- Groupes de transparence (knock-out/isolement)[24]
- Impression haute fidélité

La communauté des contributeurs de PDF.js observe également que le comportement du navigateur utilisant PDF.js peut varier en fonction de la prise en charge par le navigateur des fonctionnalités requises par PDF.js. Les performances et la fiabilité seront optimales sur Chrome et Firefox, qui bénéficient d'une prise en charge complète et sont soumis à des tests automatisés.

## Voir également
- Shumway
- Cadre JavaScript
- Bibliothèque JavaScript